# Superstar Chef
Superstar Chef is een Nederlands televisieprogramma van RTL dat uitgezonden werd op RTL 4. De presentatie van het programma was in handen van Tijl Beckand.

## Format
Onder leiding van Beckand gaat een groep bestaande uit acht bekende Nederlanders de culinaire strijd met elkaar aan. De acht deelnemers worden aan acht verschillende sterrenchefs gekoppeld. De deelnemers worden vervolgens door de sterrenchefs klaargestoomd om steeds betere gerechten te maken en beter te gaan presteren dan hun concurrent.
Wekelijks worden de deelnemers beoordeeld door de driekoppige jury bestaande uit: drie sterrenchef Sergio Herman, twee sterrenchef François Geurds en culinair deskundige Miljuschka Witzenhausen. De deelnemer die volgens de jury het minst presteert moet het programma verlaten.

## Seizoen 1 (2018)
| Plaats | Kandidaat          | Beroep                  | Gekoppeld aan sterrenchef |
| ------ | ------------------ | ----------------------- | ------------------------- |
| 1      | Ronald de Boer     | Voormalig voetballer    | Jaimie van Heije          |
| 2      | Jelka van Houten   | Actrice, zangeres       | Lucas Rive                |
| 3      | Anouk Hoogendijk   | Voormalig voetbalster   | Joris Bijdendijk          |
| 4      | Monique Smit       | Zangeres, presentatrice | Peter Lute                |
| 5      | Kaj Gorgels        | Presentator, youtuber   | André Gerrits             |
| 6      | Ruben van der Meer | Cabaretier, acteur      | Freek van Noortwijk       |
| 7      | Jan de Hoop        | Presentator             | Angélique Schmeinck       |
| 8      | Goedele Liekens    | Seksuoloog              | Ricardo van Ede           |